# Metoda progresji
Metoda progresji (progres) – uzupełniająca ocena jednakowych końcowych wyników dwóch lub więcej zawodników w turnieju, w którym zachodzi konieczność ustalenia ich kolejności.
Punkty pomocnicze w tej metodzie są liczone następująco:
po każdej rundzie zawodnik ma określoną liczbę punktów. Suma tych punktów ustala kolejność zawodników (od największej do najmniejszej).
Istnieje odmiana tej metody tzw. metoda progresji zredukowana, w której liczy się jak w metodzie progresji, ale bez uwzględniania uzyskanego wyniku w pierwszej rundzie lub kilku pierwszych rundach.